# 단재로 (청주시)
단재로(Danjae-ro)는 충청북도 청주시 상당구 석교동 석교육거리와 미원면 구방리 구방삼거리를 잇는 충청북도의 도로이다. 도로 명칭인 단재는 독립운동가 신채호의 생가를 잇는 도로이기 때문에 신채호의 호인 단재(丹齋)에서 따온 것이다.

## 연혁
- 2009년 9월 18일 : 2개 이상 시·군에 걸쳐 있는 도로로 단재로를 고시[1]
- 2016년 8월 31일 : 청주시 국도대체우회도로 개통으로 인해 기존 청주시 상당구 남일면 효촌리 ~ 상당구 상당사거리 원표 6.2km 구간 폐지[2][3]

## 주요 경유지
충청북도
- 청주시 상당구 (석교동 · 금천동 · 영운동 · 용암동 · 방서동 · 지북동 · 남일면 · 가덕면 · 낭성면 · 미원면)

## 노선
| 이름                | 접속 노선                                                                                 | 소재지 | 소재지        | 비고                                            |
| ------------------- | ----------------------------------------------------------------------------------------- | ------ | ------------- | ----------------------------------------------- |
| 석교육거리          | 국도 제17호선 국가지원지방도 제96호선 (청남로) 영운로 상당로1번길 상당로3번길 상당로5번길 | 청주시 | 상당구        |                                                 |
| 금석교사거리        | 무심동로 산성로                                                                           | 청주시 | 상당구        |                                                 |
| 금석교              |                                                                                           | 청주시 | 상당구        |                                                 |
| 영운사거리          | 수영로                                                                                    | 청주시 | 상당구        |                                                 |
| 영운교              | 영운천로 용암북로 단재로166번길 단재로170번길                                             | 청주시 | 상당구        |                                                 |
| 용암사거리          | 월평로                                                                                    | 청주시 | 상당구        |                                                 |
| 방서사거리          | 1순환로                                                                                   | 청주시 | 상당구        |                                                 |
| 평촌교              |                                                                                           | 청주시 | 상당구        |                                                 |
| 지북 교차로         | 2순환로 목련로                                                                            | 청주시 | 상당구        |                                                 |
| 효촌삼거리          | 신송효촌로                                                                                | 청주시 | 상당구 남일면 |                                                 |
| 효촌 분기점         | 국도 제25호선 (3순환로)                                                                   | 청주시 | 상당구 남일면 | 국도 제25호선 구간                              |
| 공군사관학교        |                                                                                           | 청주시 | 상당구 남일면 | 국도 제25호선 구간                              |
| 고은사거리          | 국가지원지방도 제32호선 (미천고은로) 고은두산로                                           | 청주시 | 상당구 남일면 | 국도 제25호선 구간 국가지원지방도 제32호선 구간 |
| 고은삼거리          | 고은두산로 고은2길                                                                        | 청주시 | 상당구 남일면 | 국도 제25호선 구간 국가지원지방도 제32호선 구간 |
| 두산삼거리          | 국도 제25호선 (보청대로)                                                                  | 청주시 | 상당구 남일면 | 국도 제25호선 구간 국가지원지방도 제32호선 구간 |
| 은행삼거리          | 계산은행로                                                                                | 청주시 | 상당구 남일면 | 국가지원지방도 제32호선 구간                    |
| 은행교              |                                                                                           | 청주시 | 상당구 남일면 | 국가지원지방도 제32호선 구간                    |
| 문주교              |                                                                                           | 청주시 | 상당구 남일면 | 국가지원지방도 제32호선 구간                    |
| 상당구 가덕면       |                                                                                           | 청주시 |               | 국가지원지방도 제32호선 구간                    |
| 문주삼거리          | 지방도 제509호선 (인차시동로)                                                             | 청주시 |               | 국가지원지방도 제32호선 구간                    |
| 금거2리입구 교차로  | 금거길                                                                                    | 청주시 |               | 국가지원지방도 제32호선 구간                    |
| 금거교              |                                                                                           | 청주시 |               | 국가지원지방도 제32호선 구간                    |
| 추정교 관정대교     |                                                                                           | 청주시 | 상당구 낭성면 | 국가지원지방도 제32호선 구간                    |
| 관정삼거리          | 지방도 제512호선 (산성로)                                                                 | 청주시 | 상당구 낭성면 | 국가지원지방도 제32호선 구간                    |
| 귀래리              | 귀래길                                                                                    | 청주시 | 상당구 낭성면 | 국가지원지방도 제32호선 구간                    |
| 미원교              |                                                                                           | 청주시 | 상당구 미원면 | 국가지원지방도 제32호선 구간                    |
| 미원사거리          | 국도 제19호선 (남부로)                                                                    | 청주시 | 상당구 미원면 | 국도 제19호선 구간 국가지원지방도 제32호선 구간 |
| 미원삼거리          | 미원시내2길                                                                               | 청주시 | 상당구 미원면 | 국도 제19호선 구간 국가지원지방도 제32호선 구간 |
| 미원면 행정복지센터 | 지방도 제511호선 (미원초정로)                                                             | 청주시 | 상당구 미원면 | 국도 제19호선 구간 국가지원지방도 제32호선 구간 |
| 구방교              |                                                                                           | 청주시 | 상당구 미원면 | 국도 제19호선 구간 국가지원지방도 제32호선 구간 |
| 구방삼거리          | 국도 제19호선 국가지원지방도 제32호선 (괴산로)                                            | 청주시 | 상당구 미원면 | 국도 제19호선 구간 국가지원지방도 제32호선 구간 |

## 주요 건물 및 시설
- 청주한국병원 (충청북도 청주시 상당구 단재로 106)
- 청남초등학교 (충청북도 청주시 상당구 단재로 109)
- 영운동 행정복지센터 (충청북도 청주시 상당구 단재로 129)
- 무농정지 (충청북도 청주시 상당구 단재로 273)
- 청주상당노인복지관, 청주시문화회관 (충청북도 청주시 상당구 단재로 361)
- 충북방송 (충청북도 청주시 상당구 단재로 383)
- 청남농협 (충청북도 청주시 상당구 남일면 단재로 461)
- 상당구청, 상당보건소 (충청북도 청주시 상당구 남일면 단재로 466)
- 청주시농업기술센터 (충청북도 청주시 상당구 남일면 단재로 480)
- 남일면 행정복지센터 (충청북도 청주시 상당구 남일면 단재로 501)
- 남일초등학교 (충청북도 청주시 상당구 남일면 단재로 630)
- 공군사관학교 (충청북도 청주시 상당구 남일면 단재로 635)
- 남일파출소 (충청북도 청주시 상당구 남일면 단재로 657)
- 청주남일우체국 (충청북도 청주시 상당구 남일면 단재로 741)
- 가덕우체국 (충청북도 청주시 상당구 가덕면 단재로 1426)
- 가덕초등학교 (충청북도 청주시 상당구 가덕면 단재로 1448)
- 미원면 행정복지센터 (충청북도 청주시 상당구 미원면 단재로 2472)
- 미원119지역대 (충청북도 청주시 상당구 미원면 단재로 2472-1)
- 미원초등학교 (충청북도 청주시 상당구 미원면 단재로 2482)
- 미원중학교 (충청북도 청주시 상당구 미원면 단재로 2494)
- 미원도서관 (충청북도 청주시 상당구 미원면 단재로 2494-1)
- 충북지방경찰청 항공대 (충청북도 청주시 상당구 미원면 단재로 2780)